# Freno de aire aerodinámico

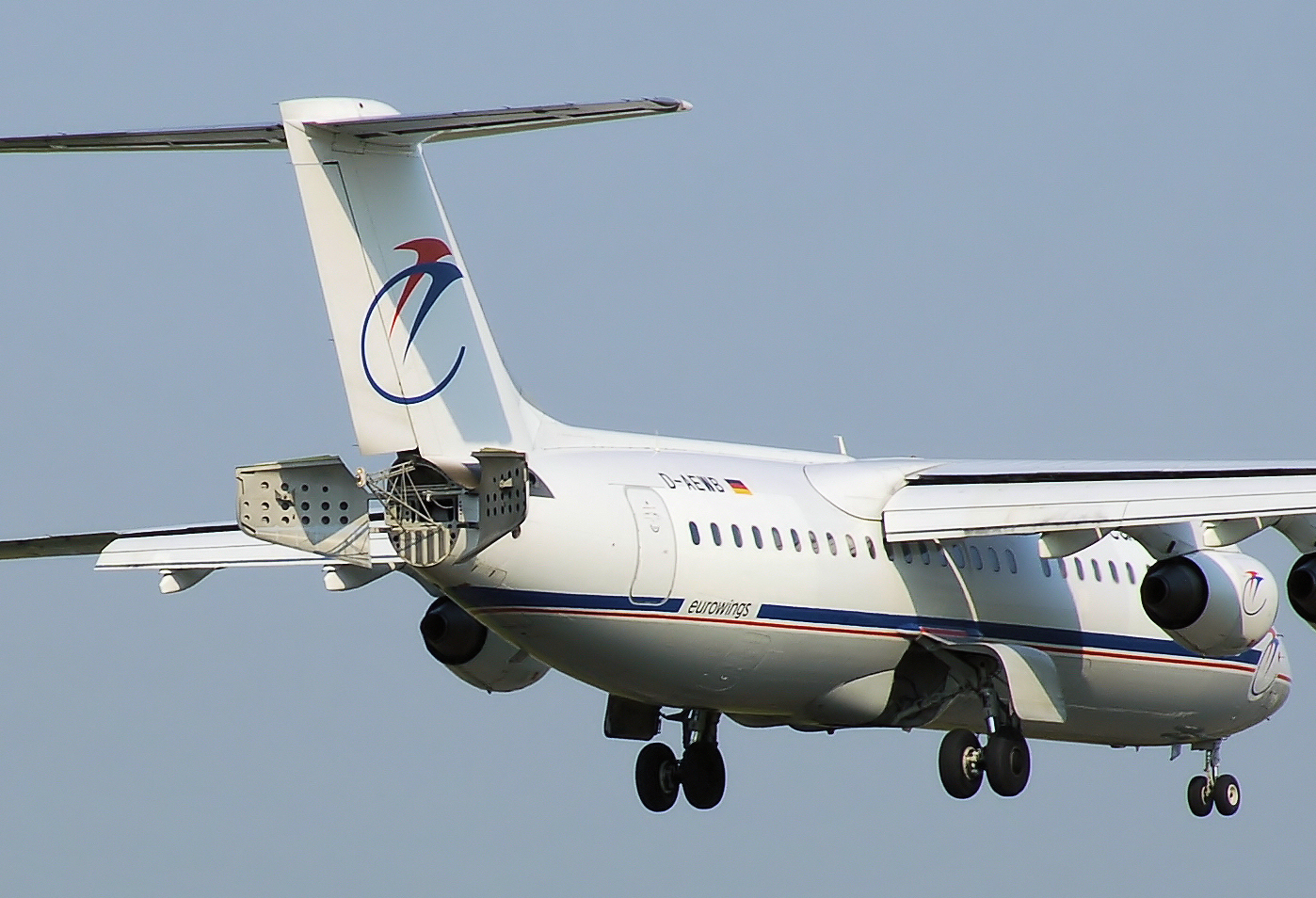
Frenos neumáticos desplegados en la parte trasera del fuselaje de un British Aerospace 146 de la aerolínea Eurowings

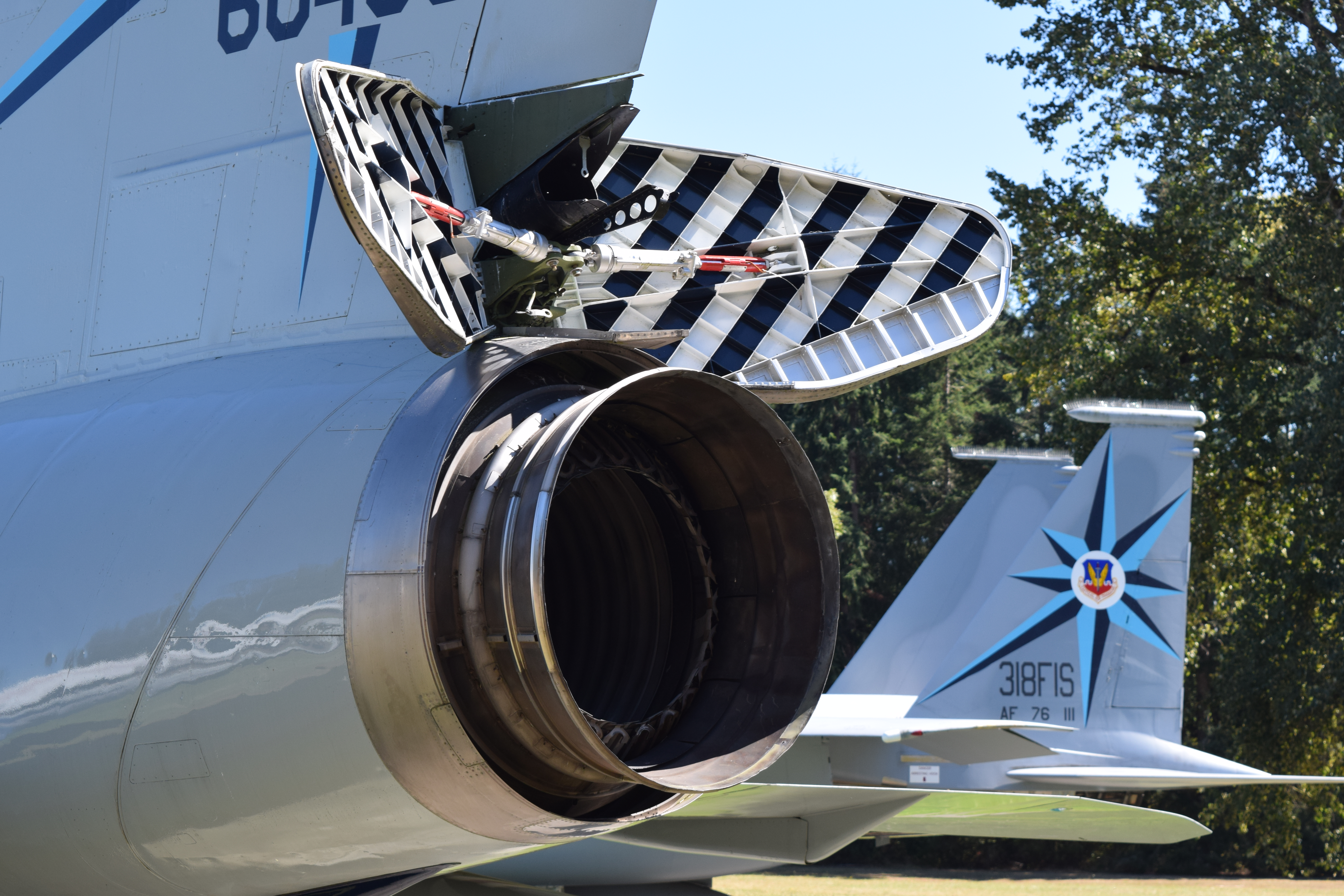
Freno de aire Convair F-106 Delta Dart desplegado

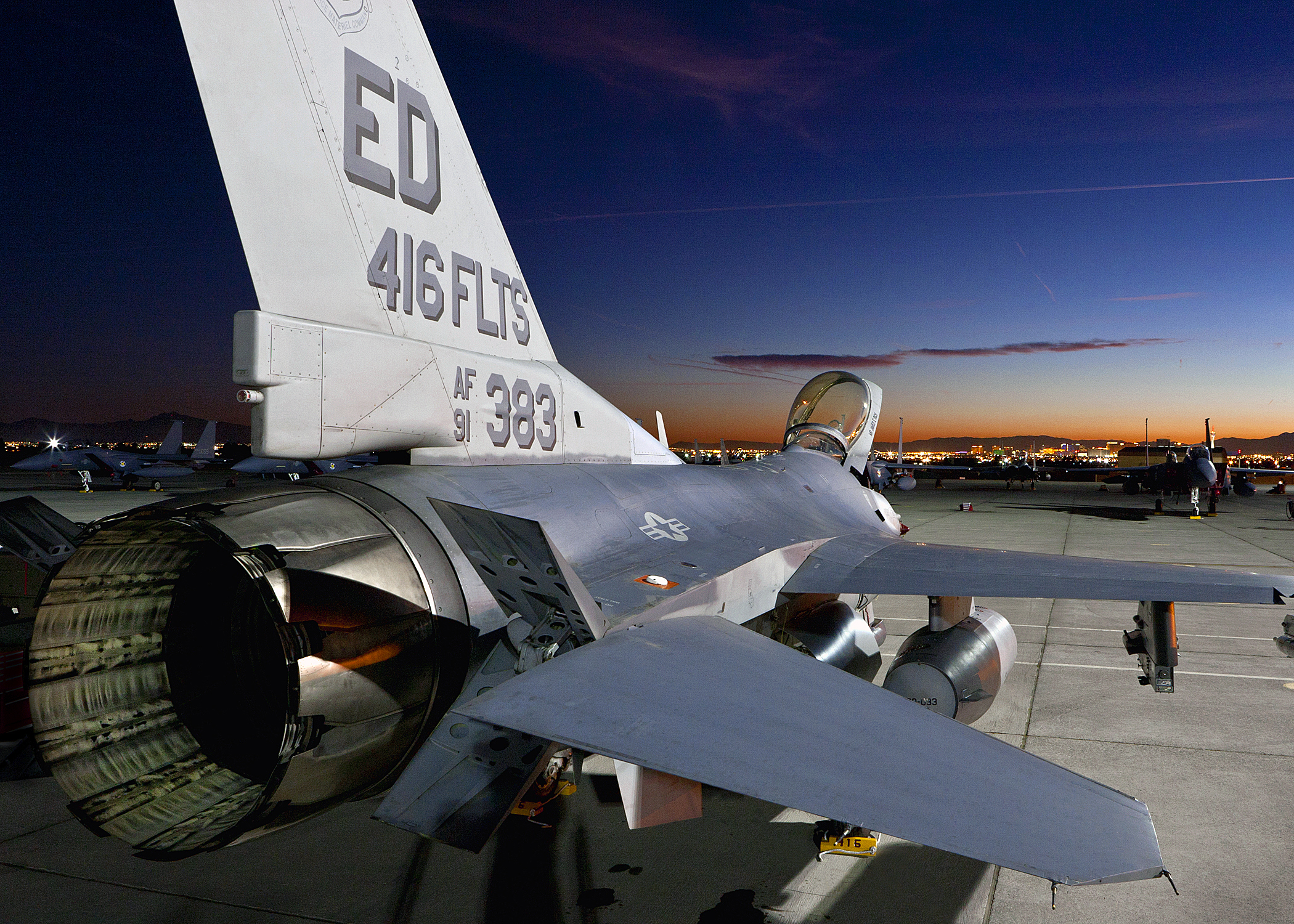
Un F-16 Fighting Falcon de la Fuerza Aérea de EE. UU. que muestra sus frenos de velocidad dividida dentro de los estabilizadores o "tailerons"

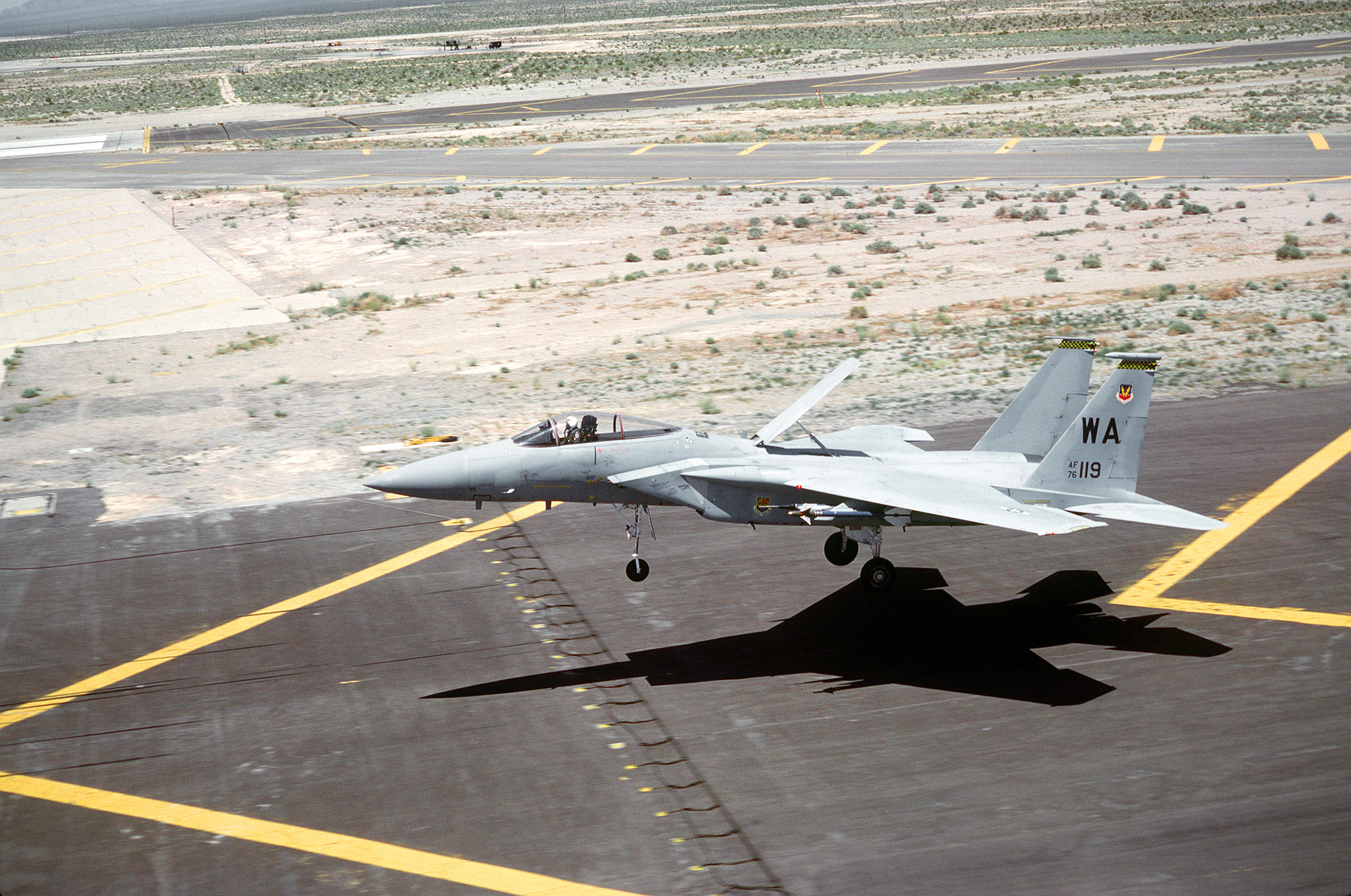
Un F-15 aterrizando con su gran panel de freno de aire dorsal desplegado

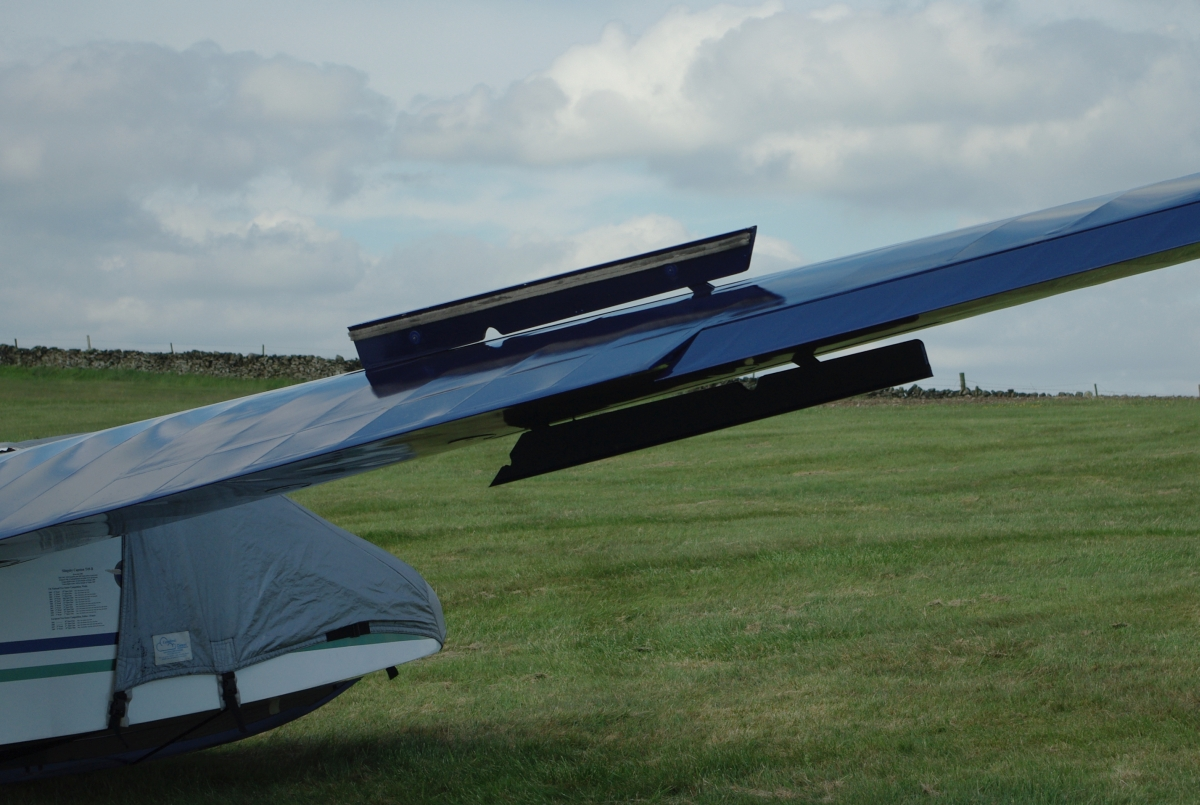
Frenos de aire tipo DFS extendidos en un Slingsby Capstan

En aeronáutica, los frenos de aire o aerofrenos son un tipo de superficie de control de vuelo que se utiliza en una aeronave para aumentar la resistencia de la misma. Cuando se extienden hacia la corriente de aire, los frenos de aire provocan un aumento en la resistencia del avión. Cuando no están en uso, se ajustan al perfil aerodinámico local de la aeronave para ayudar a minimizar la resistencia.
Los frenos de aire se diferencian de los spoilers en que los frenos de aire están diseñados para aumentar la resistencia y al mismo tiempo hacer pocos cambios en la elevación, mientras que los spoilers reducen la relación elevación-resistencia y requieren un mayor ángulo de ataque para mantener la elevación, lo que resulta en una mayor velocidad de pérdida.

## Historia
En las primeras décadas de los vuelos propulsados, los frenos de aire eran aletas montadas en las alas. Fueron controlados manualmente mediante una palanca en la cabina y enlaces mecánicos al freno de aire.
Uno de los primeros tipos de frenos de aire, desarrollado en 1931, se instaló en los puntales de soporte de las alas de los aviones. 
En 1936, Hans Jacobs, que dirigió la organización de investigación de planeadores Deutsche Forschungsanstalt für Segelflug (DFS) de la Alemania nazi antes de la Segunda Guerra Mundial, desarrolló frenos de inmersión autooperativos tipo cuchilla, en la superficie superior e inferior de cada ala, para planeadores. La mayoría de los primeros planeadores estaban equipados con spoilers en las alas para ajustar su ángulo de descenso durante la aproximación al aterrizaje. Los planeadores más modernos utilizan frenos de aire que pueden estropear la sustentación y aumentar la resistencia, dependiendo de dónde estén colocados.

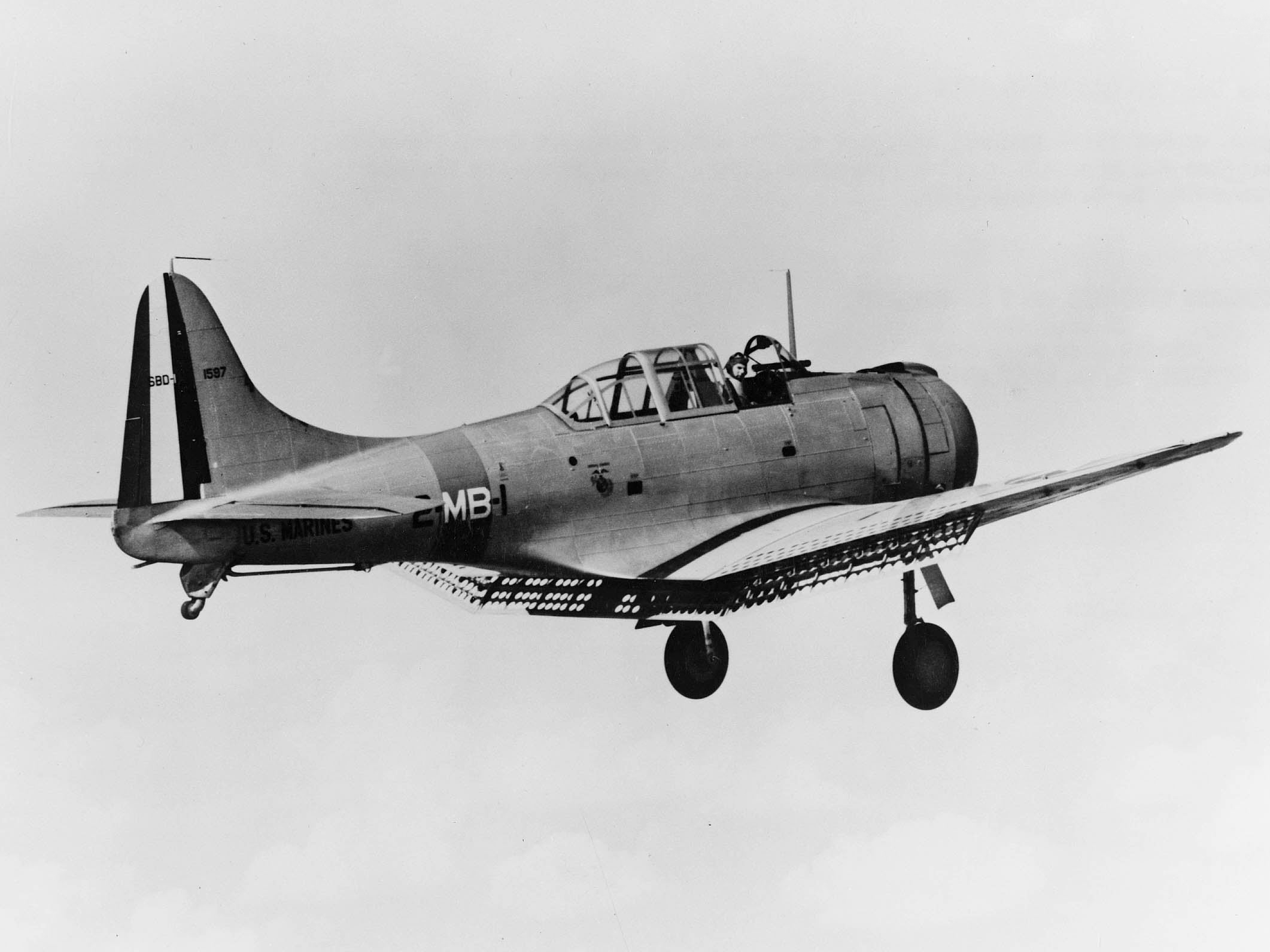
Douglas SDB con sus frenos de aire (con aspecto de colador) desplegados. (1942).

Un informe británico escrito en 1942 analiza la necesidad de frenos en picado para permitir que los bombarderos en picado, los torpederos y los aviones de combate cumplan con sus respectivos requisitos de rendimiento en combate y, más en general, con el control de la trayectoria de planeo. Se analizan diferentes tipos de frenos de aire y sus requisitos, en particular que no deben tener un efecto apreciable en la sustentación o el equilibrio y cómo esto se puede lograr con flaps de borde de fuga divididos en las alas, por ejemplo. También era necesario ventilar las superficies de freno mediante numerosas perforaciones o ranuras para reducir las sacudidas del fuselaje.
Un informe estadounidense escrito en 1949 describe numerosas configuraciones de frenos de aire y su rendimiento en alas y fuselajes de aviones de hélice y a reacción.
A menudo, las características de los spoilers y los frenos de aire son deseables y se combinan: la mayoría de los aviones de pasajeros modernos cuentan con controles combinados de spoiler y frenos de aire. En el aterrizaje, el despliegue de estos spoilers ("lift dumpers") provoca una importante reducción de la sustentación de las alas, por lo que el peso del avión se transfiere de las alas al tren de aterrizaje. El aumento de peso aumenta la fuerza de fricción disponible para frenar. Además, la resistencia generada por los spoilers contribuye directamente al efecto de frenado. El empuje inverso también se utiliza para ayudar a frenar el avión después del aterrizaje.

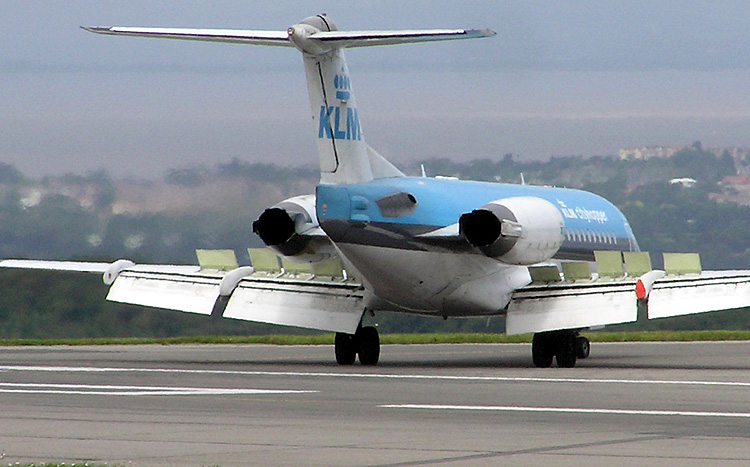
Un Fokker 70 de KLM aterrizando con los frenos de velocidad desplegados.

Prácticamente todos los aviones a reacción tienen frenos de aire o, en el caso de la mayoría de los aviones de pasajeros, spoilers levantados que también actúan como frenos de aire. Los aviones propulsados por hélice se benefician del efecto de frenado natural de la hélice cuando la potencia del motor se reduce al ralentí, pero los motores a reacción no tienen un efecto de frenado similar, por lo que los aviones a reacción deben utilizar frenos de aire para controlar la velocidad y el ángulo de descenso durante la aproximación al aterrizaje. Muchos de los primeros aviones utilizaban paracaídas como frenos de aire en la aproximación (Arado Ar 234, Boeing B-47) o después del aterrizaje (English Electric Lightning).
Se han utilizado frenos de aire de cono de cola dividido en el avión de ataque naval Blackburn Buccaneer diseñado en la década de 1950 y en los aviones de pasajeros Fokker F28 Fellowship y British Aerospace 146. El freno de aire del Buccaneer, cuando se abría, reducía la longitud del avión en el espacio confinado de un portaaviones.

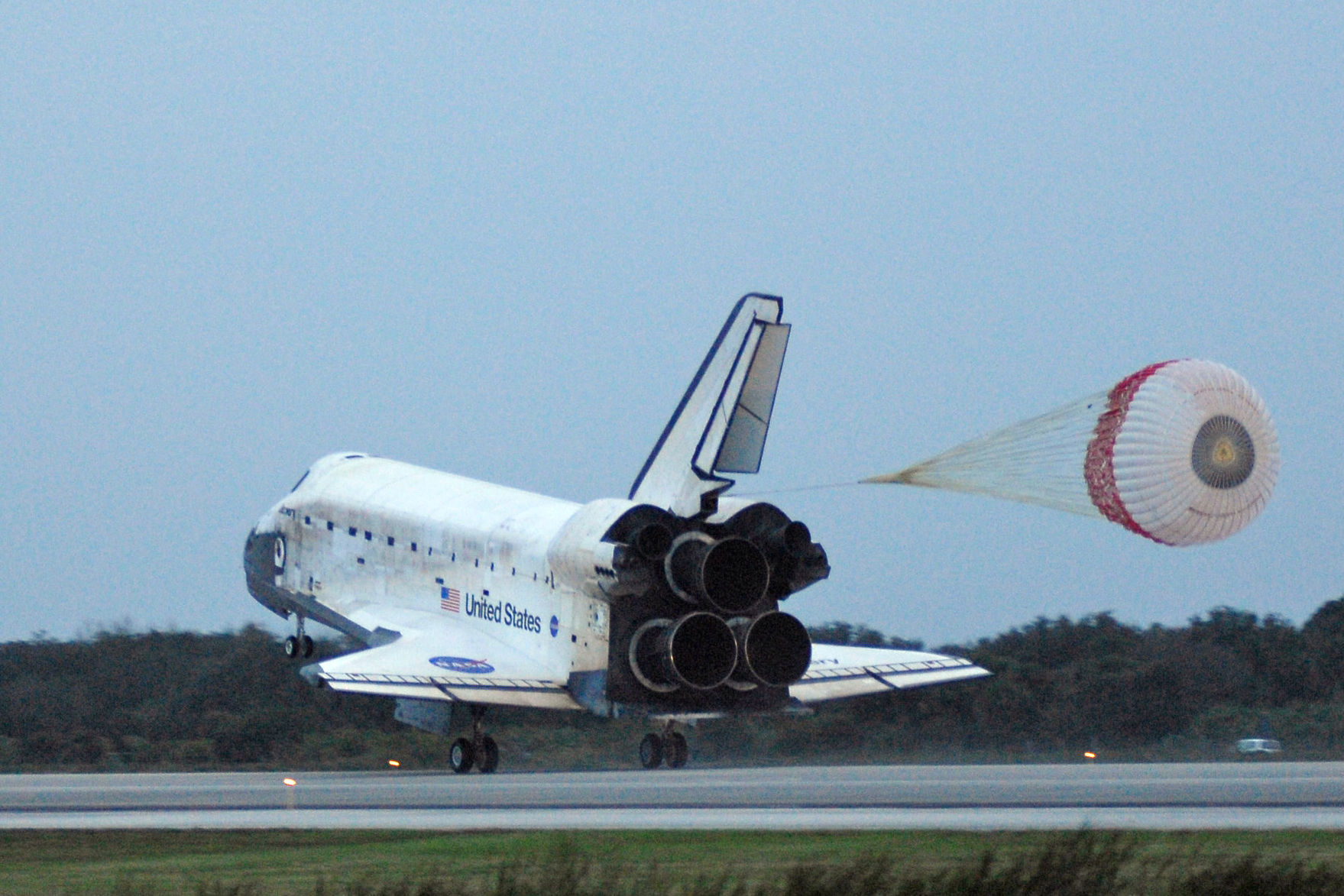
El transbordador espacial Discovery aterriza, mostrando su timón desplegado en modo de freno de velocidad

El desacelerador es un alerón que funciona normalmente en vuelo pero que puede dividirse por la mitad de modo que la mitad superior suba mientras la mitad inferior baja para frenar. Esta técnica se utilizó por primera vez en el F-89 Scorpion y desde entonces ha sido utilizada por Northrop en varios aviones, incluido el B-2 Spirit.
El transbordador espacial utilizó un sistema similar. El timón dividido verticalmente se abrió en forma de "almeja" al aterrizar para actuar como un freno de velocidad.